# Кривая (приток Немонинки)
Кривая (устар. Курве, нем. Kurwe) — река в России, находится в Калининградской области. Устье реки находится в 36 км по левому берегу реки Немонинка. Длина реки составляет 11 км. Площадь водосборного бассейна — 39,5 км².

## Данные водного реестра
По данным государственного водного реестра России относится к Балтийскому бассейновому округу, водохозяйственный участок реки — реки бассейна Балтийского моря в Калининградской области без рек Неман и Преголя. Относится к речному бассейну реки Неман и рекам бассейна Балтийского моря (российская часть в Калининградской области).
Код объекта в государственном водном реестре — 01010000312104300009667.